# Djuptjärnen (Ilsbo socken, Hälsingland)
Djuptjärnen är en sjö i Nordanstigs kommun i Hälsingland och ingår i Harmångersån-Delångersåns kustområde. Sjön har en area på 0,131 kvadratkilometer och ligger 97,4 meter över havet.

## Delavrinningsområde
Djuptjärnen ingår i det delavrinningsområde (686089-156769) som SMHI kallar för Mynnar i Sunnån. Medelhöjden är 108 meter över havet och ytan är 1,18 kvadratkilometer. Det finns inga avrinningsområden uppströms utan avrinningsområdet är högsta punkten. Vattendraget som avvattnar avrinningsområdet har biflödesordning 2, vilket innebär att vattnet flödar genom totalt 2 vattendrag innan det når havet efter 19 kilometer. Avrinningsområdet består mestadels av skog (78 procent). Avrinningsområdet har 0,13 kvadratkilometer vattenytor vilket ger det en sjöprocent på 10,8 procent.